# Salomon Leibowitsch
Salomon „Simon“ Leibowitsch (geb. 22. April 1885 in Ananjew, Gouvernement Cherson, Russisches Kaiserreich; gest. um den 9. September 1933 in Stetten am kalten Markt) war ein staatenloses NS-Opfer.

## Leben
Leibowitsch stammte aus einer jüdischen Familie. Seine Eltern, die eine Lederfabrik besaßen, waren Samuel Leibowitsch und Zipia geb. Schneider.
Leibowitsch war Angehöriger des Nikolai II.-Pionier-Bataillons, 2. Kompanie, und geriet am 28. Januar 1915 bei Werschbeloff in deutsche Kriegsgefangenschaft. Er kam am 1. Februar 1915 als russischer Kriegsgefangener in das Lager Hammerstein (Oberbergischer Kreis) und am 20. März 1915 in das Lager Puchheim (Kreis Fürstenfeldbruck). Er blieb nach seiner Entlassung aus Kriegsgefangenschaft in Deutschland. 
Er war russischer Staatsbürger, beanspruchte aber nach dem Ersten Weltkrieg nicht die Staatsbürgerschaft der Ukraine bzw. der Ukrainischen Sozialistischen Sowjetrepublik. Aus diesem Grund war er ab dem 1. März 1923 staatenlos.
Leibowitsch zog im November 1924 nach Eberbach am Neckar und lebte dort mit seiner 1878 im bayerischen Mönchsdeggingen geborenen deutschen Verlobten Marie Christine Herrmann, die er im November 1925 heiratete. Er trat 1929 der KPD-Ortsgruppe Eberbach bei. 
Am 11. März 1933 wurde er mit anderen Eberbacher KPD- und SPD-Mitgliedern als sogenannter Schutzhäftling inhaftiert. Während alle anderen nach Heidelberg verlegt wurden, kam Leibowitsch zuerst ins Mosbacher Gerichtsgefängnis, dann nach Buchen (Odenwald). Von dort wurde Leibowitsch am 5. September 1933 nach Heidelberg verbracht, wo ein Transport zum Lager Heuberg in Stetten am kalten Markt zusammengestellt wurde, mit dem Leibowitsch am 7. oder 9. September 1933 mit anderen politischen Inhaftierten eintraf. Leibowitsch, der lungenkrank war, wurde bereits am Ankunftstag, vor allem, weil er Jude war, unter den Augen des Lagerkommandanten Karl Buck von mehreren SA-Männern mit Knüppeln und Stiefeln besonders schwer körperlich angegriffen, sodass er wegen seiner schweren Verletzungen unmittelbar ins Krankenrevier verlegt werden musste. Am nächsten Tag holten ihn zwei SA-Scharführer aus seiner Unterkunft und warfen ihm vor, seine Krankheit nur vorzutäuschen. Die beiden Wachmänner zogen Leibowitsch aus seinem Bett, wobei sein Kopf auf dem Boden aufschlug. Dann zogen sie Leibowitschs Körper an den Füßen aus dem Zimmer und die Treppen hinab, wobei der Kopf von einer Stufe auf die nächste herabfiel. Leibowitsch verstarb aufgrund dieser Tortur.
Als Todestag wurde im Standesamt Stetten am kalten Markt der 9. September 1933 erfasst. Eine Todesursache wurde in der Sterbeurkunde nicht eingetragen. Der Heimatwohnort Eberbach erhielt durch das Lager Heuberg keine Todesnachricht. Lediglich die Witwe Leibowitschs erhielt ein Telegramm, in dem als Todesursache „Herzschlag“ angegeben wurde. Außerdem erhielt sie eine Ausfertigung der Sterbeurkunde.
Am 2. November 2019 wurde in der heute von der Bundeswehr genutzten Truppenunterkunft Heuberg feierlich ein Stolperstein für Salomon „Simon“ Leibowitsch gesetzt. Der Stein wurde vor dem Block 21 platziert, dem Krankenrevier. Die Initiative für dieses Gedenken ging vom Leiter der Militärgeschichtlichen Sammlung Stetten am kalten Markt aus.
Der Tod Leibowitschs war der einzige im Lager Heuberg, bei dem Gewalt durch die Wachmannschaften nachgewiesen wurde.
Lagerkommandant Karl Buck wurde zwar wegen anderer Taten vor englischen und französischen Gerichten zum Tode verurteilt; später wurde seine Strafe in lebenslänglich geändert. Nach der Auslieferung Bucks nach Deutschland wurde er am 27. August 1957 außer Strafverfolgung gesetzt. Ein Verfahren gegen die unmittelbar beim Tod Leibowitschs eingesetzten SA-Männer wurde nicht betrieben.